# Rhododendron whiteheadii
Rhododendron whiteheadii är en ljungväxtart som beskrevs av Alfred Barton Rendle. Rhododendron whiteheadii ingår i släktet rododendron, och familjen ljungväxter. Inga underarter finns listade i Catalogue of Life.